# Makaói labdarúgó-bajnokság (első osztály)
A Campeonato da 1ª Divisão do Futebol a makaói labdarúgó-bajnokság legmagasabb osztálya. 1973-ban hozták létre. Akárcsak a hongkongi, a makaói labdarúgó bajnokság sem része a kínai labdarúgó-rendszernek, tehát a Kínai Szuperligának és alsóbb osztályainak.

## A Campeonato da 1ª Divisão do Futebol csapatai (2008)
- GD Lam Pak
- Vong Chiu
- Vá Luen
- Monte Carlo
- Heng Tai
- Polícia de Segurança Pública
- Makaó U-21
- Hoi Fan

## Korábbi győztesek
- 1973: Polícia de Segurança Pública
- 1974-1983: ismeretlen
- 1984: Wa Seng
- 1985: ismeretlen
- 1986: Hap Kuan
- 1987: Hap Kuan
- 1988: Wa Seng
- 1989: Hap Kuan
- 1990: ismeretlen (Hap Kuan?)
- 1991: Sporting de Macau
- 1992: GD Lam Pak
- 1993: Leng Ngan
- 1994: GD Lam Pak
- 1995: GD Artilheiros
- 1996: GD Artilheiros
- 1997: GD Lam Pak
- 1998: GD Lam Pak
- 1999: GD Lam Pak
- 2000: Polícia de Segurança Pública
- 2001: GD Lam Pak
- 2002: CD Monte Carlo
- 2003: CD Monte Carlo
- 2004: CD Monte Carlo
- 2005: Polícia de Segurança Pública
- 2006: GD Lam Pak
- 2007: GD Lam Pak

- 2024: Benfica de Macau